# Ilse Aigner
Ilse Aigner (n. 7 decembrie 1964, Feldkirchen-Westerham, Bavaria, Germania) este un politician german și membru al Uniunii Creștin-Sociale din Bavaria (CSU).
S-a născut în Feldkirchen-Westerham, Rosenheim, Bavaria și a fost numită în cabinetul Angelei Merkel în funcția de Ministru Federal al Alimentației, Agriculturii și Protecției Consumatorului, la 31 octombrie 2008.

## Educație și pregătire profesională
Aigner a urmat studii de tehnician de telecomunicații în 1985 și a lucrat la afacerile cu instalații electrice ale părinților ei. În 1990 a absolvit Academia Tehnică, cu grad de Inginer Certificat de stat și a lucrat pentru mai mulți ani pentru Eurocopter, în dezvoltarea sistemelor electrice pentru elicoptere.

## Legislativ
Aigner a fost aleasă prima în 1994 pentru landul Parlamentului Bavariei. Din 1998 este membră a Bundestag-ului german, câștigând de fiecare dată alegerile cu o majoritate absolută a voturilor în districtul său electoral. Aigner a fost deschisă în criticile sale pe Facebook. Ea consideră că Facebook trebuie să modifice setările astfel încât intimitatea utilizatorilor săi să fie protejată.

## Facebook
De ani de zile, Ilse Aigner a luptat pentru standarde mai ridicate de confidențialitate pe Facebook și pentru alte rețele sociale. În septembrie 2011, Aigner a cerut tuturor miniștrilor federali ai Germaniei, să nu utilizeze Facebook pentru relații publice și comunicare.